# This Wild Life
This Wild Life es un dúo de rock acústico proveniente Long Beach, California, que consta de Kevin Jordan en voz y guitarra rítmica y Anthony Del Grosso en la guitarra principal, segunda voz y percusión. Tanto Jordan y Del Grosso fueron originalmente bateristas.

## Historia
Formada en diciembre de 2010, This Wild Life comenzó como una banda de pop punk con exmiembros de la banda The Messenger, que se disolvió en julio de 2010. El 7 de mayo de 2013, se anunció que grabarián con Aaron Marsh de la banda, Copeland. El cambio de una banda completa para un dúo acústico era porque no había más atención a sus canciones acústicas y esas canciones acústicas son más fáciles en la voz de Kevin Jordan. A pesar de que fue una decisión difícil, el cambio les permito nuevas oportunidades.  El 23 de agosto de 2013, This Wild Life se convirtió en parte de The Artery Foundation. También se han añadido a la nómina de Dave Shapiro en The Agency Group, junto a otros músicos, A Day to Remember, Falling In Reverse, Pierce The Veil, Sleeping With Sirens, y The Wonder Years. David Shapiro es el vicepresidente de The Agency Group y cofundador del Scream It Like You Mean It Tour. el 4 de abril de 2014, se anunció que This Wild Life firmó con Epitaph Records y lanzará su primer álbum de larga duración, "Clouded" el 27 de mayo de 2014, con la canción "Over It" como el primer sencillo. "Clouded" fue grabado con Aaron Marsh de Copeland...

## Discografía
- Pop Shove It (2011, Auto-lanzamiento)
- Heart Flip (2012, Auto-lanzamiento)
- Clouded (2014, Epitaph Records)
- Low Tides (2016, Epitaph Records)

## Miembros
Actuales
- Kevin Jordan - voz principal, guitarra (2011 - presente)
- Anthony Del Grosso - guitarra, segunda voz (2013 - presente), percusión (2011 - 2013)

- Cheve Herber T. A- Compositor y escritor. (2021-2021)

Antiguos
- Mikey Hoefnagel- guitarra, coros (2010-2011)
- Alex Bemis- bajo (2010-2011)
- Ramsey Badawi- bajo (2010-2011)

- Datos: Q18163448